# Étoile des brasseurs

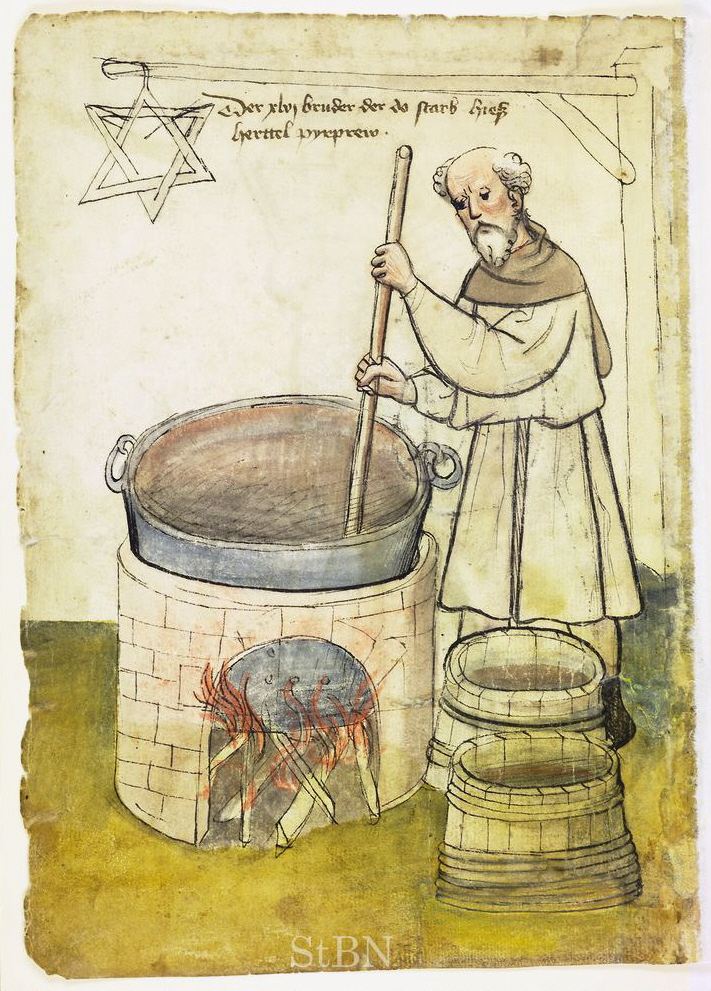
Manuscrit avec étoile du brasseur datant de 1428.

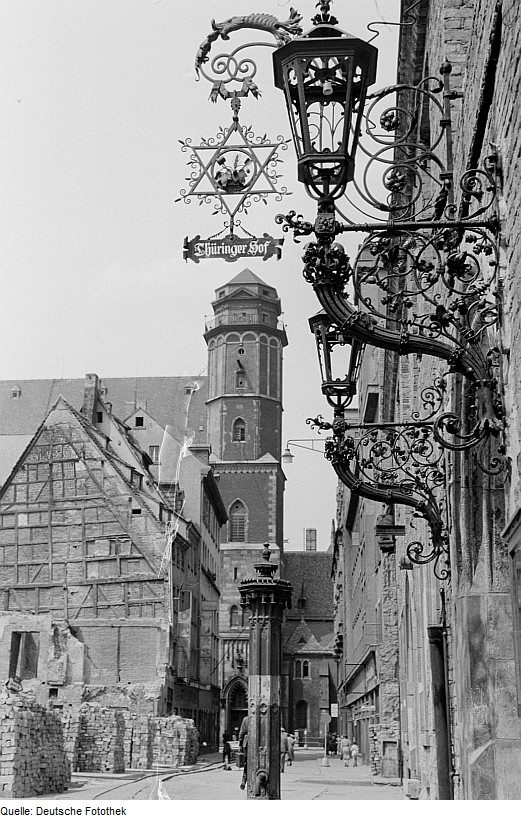
Enseigne de brasserie.

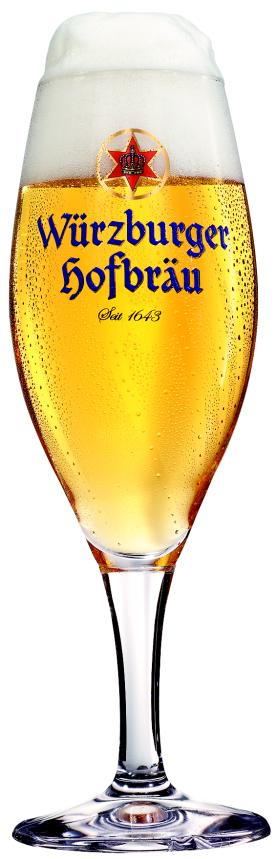
Verre de bière marqué de l'étoile.

 (avril 2021).
Si vous disposez d'ouvrages ou d'articles de référence ou si vous connaissez des sites web de qualité traitant du thème abordé ici, merci de compléter l'article en donnant les références utiles à sa vérifiabilité et en les liant à la section « Notes et références ».
Pour les articles homonymes, voir Étoile (homonymie) et Brasseur.
L'étoile des brasseurs, étoile du brasseur ou la croix du brasseur est un symbole alchimique ancien dont l'usage est attesté dès 1397 dans la communauté des brasseurs et des malteurs.
Représentation symbolique de l'alchimie brassicole mettant en œuvre les quatre éléments (terre, feu, eau, air), elle servait au départ à éloigner les esprits malins ou les incendies afin de protéger la bière.
Bien vite elle devint une enseigne signalant une brasserie, notamment dans le monde rhénan et bavarois. On la trouve aussi sur les récipients contenant de la bière. Son usage déclina à partir du XVIIIe siècle.

## Interprétations
Cette étoile n'a pas de relation avec le judaïsme (étoile de David).
Issue du sceau de Salomon, la croix du brasseur symboliserait la fusion des 4 éléments qui entrent en jeu pour fabriquer la bière : la terre qui fournit le grain, l'eau et l'air qui permettent la germination, l'eau et le feu qui produisent le brassage, le feu et l'air qui déclenchent la fermentation. Une autre interprétation est qu'au Moyen Âge, l'observation remplaçait les connaissances ; la biochimie et la microbiologie étaient inconnues, aussi les réussites ou les échecs étaient imputées à des forces occultes. La croix serait alors une amulette porte-bonheur.